# Naselle
Naselle és una concentració de població designada pel cens dels Estats Units a l'estat de Washington. Segons el cens del 2000 tenia 377 habitants.

## Demografia
Segons el cens del 2000, Naselle tenia 377 habitants, 160 habitatges, i 110 famílies. La densitat de població era de 63,6 habitants per km².
Dels 160 habitatges en un 31,3% hi vivien nens de menys de 18 anys, en un 59,4% hi vivien parelles casades, en un 6,3% dones solteres, i en un 31,3% no eren unitats familiars. En el 25% dels habitatges hi vivien persones soles el 17,5% de les quals corresponia a persones de 65 anys o més que vivien soles. El nombre mitjà de persones vivint en cada habitatge era de 2,36 i el nombre mitjà de persones que vivien en cada família era de 2,85.
Per edats la població es repartia de la següent manera: un 23,3% tenia menys de 18 anys, un 5% entre 18 i 24, un 22,5% entre 25 i 44, un 26,5% de 45 a 60 i un 22,5% 65 anys o més.
L'edat mediana era de 44 anys. Per cada 100 dones de 18 o més anys hi havia 90,1 homes.
La renda mediana per habitatge era de 35.769 $ i la renda mediana per família de 40.250 $. Els homes tenien una renda mediana de 36.875 $ mentre que les dones 18.125 $. La renda per capita de la població era de 17.714 $. Aproximadament el 4% de les famílies i el 4,7% de la població estaven per davall del llindar de pobresa.

## Poblacions més properes
El següent diagrama mostra les poblacions més properes.